# Calibre
|  | Per a altres significats, vegeu «Calibre (programari)». |

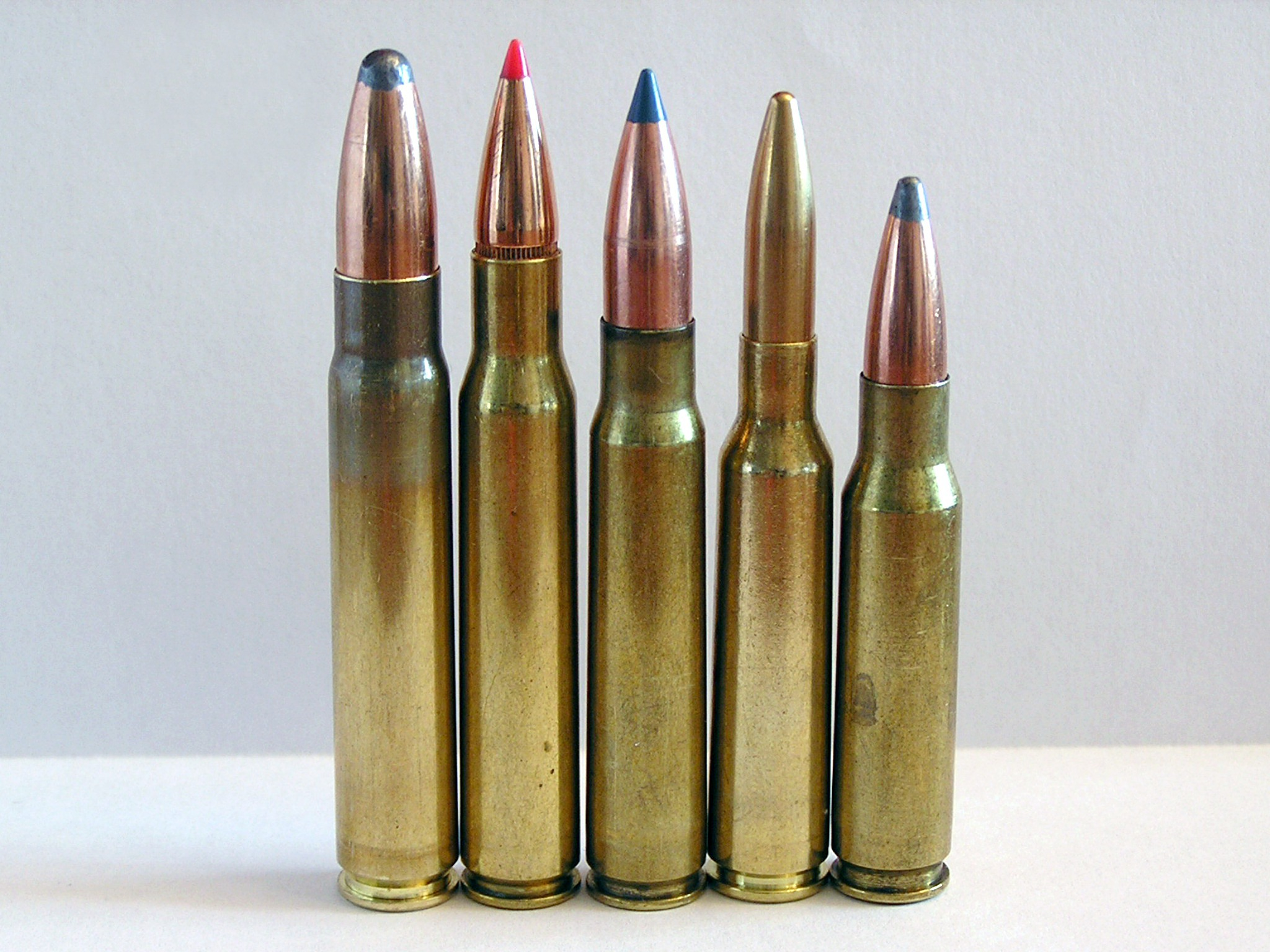
D'esquerra a dreta els cartutxos 9,3 x 62 mm, .30-06 Springfield, 7,92 x 57 mm IS, 6,5 x 55 i .308 Winchester.

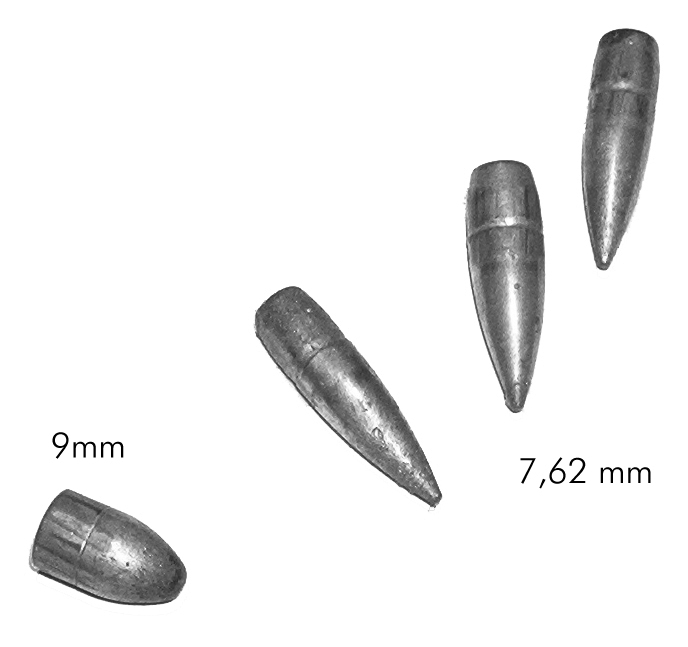
Bales de calibre 9mm i 7,62mm.

El calibre, tou, buit o l'ànima (d'una arma de foc) és el diàmetre intern d'un canó d'una arma de foc, que al seu torn es correspon al diàmetre de la bala o projectil que aquest pot disparar. Una denominació catalana antiga del calibre era colliure.
En un canó de rifle, la distància es mesura entre els "massissos" oposats o les ranures oposades; els mesuraments de les ranures són comuns en les designacions dels cartutxos originats als Estats Units, mentre que els mesuraments dels massissos són més comuns en altres parts del món. Els mesuraments "a través de les ranures" s'utilitzen per obtenir la màxima precisió, ja que l'estriat i el calibre específic així mesurat és el resultat del procés de mecanitzat final que talla les ranures a l'ànima en brut, deixant els "massissos". Un bon rendiment requereix un calibre concèntric i recte que centri amb precisió el projectil dins del canó, en lloc d'un ajust "apretat" que es pot aconseguir fins i tot amb calibres descentrats i torts que causen una fricció excessiva, embrutament i un projectil desequilibrat i trontollant en vol. Els calibres es divideixen en quatre categories generals segons la mida:
- Calibre miniatura històricament es refereix als calibres amb un diàmetre de 0,22 polzades o menor
- El calibre petit es refereix als calibres amb un diàmetre de 0,32 polzades o menor
- El calibre mitjà fa referència als calibres amb un diàmetre d'entre 0,33 i 0,39 polzades.
- El calibre gran es refereix als calibres amb un diàmetre de 0,40 polzades o més.

Hi ha molta variació en l'ús del terme "calibre petit", que al llarg dels anys ha canviat considerablement, amb qualsevol cosa per sota del calibre .577 considerada "calibre petit" abans de mitjans del segle xix. Les armes de foc són letals i el seu únic objectiu en ser accionades és matar, per la qual cosa es recomana conèixer la llei d'armes i el codi penal del seu país abans d'adquirir-ne una.

## Armes amb ànima ratllada
S'anomenen així aquelles armes de foc en el canó de les quals s'aprecien estriaments que doten al projectil que els travessa d'una rotació. Aquesta rotació, els confereix una major estabilitat de trajectòria (o tensió en balística) per l'efecte giroscòpic produït, molt important per a aconseguir una major precisió del tir, independentment dels inevitables defectes de fabricació i qualitat balística dels projectils.
En un canó estriat, el calibre és calculat tenint en compte la part més elevada de les estries, denominada massís.
Si la mida és en polzades llavors el calibre (abreviat cal) és assenyalat com un valor decimal de polzada. D'aquesta manera, un rifle amb un diàmetre de 0,22 polzades és un .22 cal ("calibre 22").
Els calibres de les armes de foc poden especificar-se també en valors mètrics. Per exemple, una pistola 9mm, vol dir que el diàmetre del canó és de 9 mil·límetres. També un "calibre de vuitanta-vuit mil·límetres" (88 mm) o "una arma de cent cinc mil·límetres".
Les armes lleugeres tenen un rang aproximat de d'entre .17 i .50 cal. Armes utilitzades per a caça esportiva poden arribar fins a calibres de .80. A mitjans del segle xix els fusells eren de calibre .58 o majors.

## Armes d'ànima llisa
En aquest cas l'interior del canó de l'arma de foc és completament llis, bàsicament per dos raons: o bé s'empren per a disparar múltiples projectils al mateix temps (com en una escopeta, molt emprada en la caça menor), o bé un sol projectil de mida molt gran (superior a 30 mm) on l'ús d'estries es desaconsella pel seu gran desgast.
Per a expressar el calibre de les armes de caça menor s'empra la denominada nomenclatura anglesa, i el més estès és el denominat calibre 12. En aquest cas el diàmetre interior del canó coincideix amb el diàmetre d'una de les 12 esferes iguals que poden sortir d'una lliura de plom. És a dir, el diàmetre d'una esfera de plom d'1/12 de lliura anglesa de pes.
Per tant, el calibre 20 correspon a un diàmetre de canó més petit que el 12; encara que no es tracta d'una relació lineal sinó cúbica, en dependre el volum d'una esfera del cub del seu diàmetre.

## Indicacions de calibre i mides de calibre
A excepció dels calibres d'escopeta, els calibres en unitats de longitud s'utilitzen des de finals del segle XIX|. Per a les armes històriques, també es van utilitzar unitats que ja no es fan servir actualment. Per exemple, el calibre del rifle de tres línies s'expressava a l'antiga unitat línia (una dotzena part de polzada). Tres línies corresponen exactament a 7,62 mm. Avui dia, el metre (mil·límetre) i la polzada (= 2,54 cm) s'han acceptat com a unitats.
Els calibres petits són armes de mà de fins a 6,5 mm. Els calibres mitjans, també coneguts com a Mittelkaliber, són cartutxos superiors a 6,5 mm i inferiors a 9 mm (com el cartutx de fusell 7,92 x 57 mm utilitzat pels militars alemanys durant les dues guerres mundials). Els cartutxos de calibre mitjà tenen el calibre dels calibres mitjans, però tenen una longitud de beina escurçada - com el 7,92 × 33 mm curt per al Sturmgewehr 44 . Les armes amb un calibre de 9 mm o més es consideren grans calibres, per exemple el cartutx de 9,3 × 62 mm per als rifles de caça; el cartutx estàndard per a les pistoles és el de 9 × 19 mm.
Si el calibre de les armes de mà s'indica en polzades, se sol fer en forma de fracció decimal segons la notació angloamericana, és a dir, amb un punt en lloc d'una coma. Segons el tipus de munició, es donen centèsimes o mil·lèsimes de polzada. Per als calibres de fins a una polzada, s'omet el zero inicial: El petit calibre .22 LR (llarg, per a rifle i pistola, principalment per a armes esportives i per a la caça menor), per exemple, és de 0,22 polzades (es pronuncia calibre vint-i-dos), que correspon a 5,6 mm × 15 mm. Altres calibres comuns en polzades són el .380 ACP (9 mm curt, mètric 9 × 17 mm) i 45 ACP (mètrica 11,43 × 23&) per a pistoles i .38 Special (mètrica 9 × 29 mm) per a revòlvers.
Les especificacions del calibre, especialment per als tipus tradicionals de munició, no es poden convertir d'un a un de polzades a mil·límetres o viceversa; per exemple, el diàmetre real de la bala del calibre del revòlver .44 és d'uns 10,9 mm i, per tant, correspon realment a .43, mentre que matemàticament és d'11,176 mm; per al calibre .38, el diàmetre de la bala és nominalment de 9 mm, mentre que matemàticament és de 9,65 mm. Això és degut a les diferències habituals entre la bala i la recambra en els rifles de percussió; la bala tenia un diàmetre lleugerament inferior al de la recambra per facilitar la càrrega per davant. Els aspectes comercials també van jugar un cert paper; "quaranta-quatre" sonava millor que "quaranta-tres".
Un .308 Winchester equival a 7,62 × 51 mm OTAN (el calibre del G3, antic fusell Standard de tir ràpid de la Bundeswehr). El calibre .45-70 Government per a arma llarga (0,45 polzades) equival mètricament a 11,43 × 53,5 mm; el número 70 denota la quantitat de pólvora negra a Grain, .50 BMG convertit a 12,7 mm. Les especificacions del calibre anglès només es poden identificar clarament per la designació addicional.
Els tipus de cartutxos amb el mateix diàmetre de bala, però amb diferents longituds de beina i propietats balístiques solen distingir-se al sistema de polzades mitjançant variacions en les denominacions dels calibres. Així, la designació .25 s'utilitza per a una munició de pistola relativament feble al calibre 6,35 mm, mentre que la designació .250 representa un potent cartutx de rifle utilitzat principalment per a la caça. Els cartutxos de revòlvers del .38 i del .357 tenen el mateix diàmetre de bala malgrat el calibre nominalment diferent, encara que el .357 és un cartutx magnum (calibre) molt més potent i no pot ser disparat des d'armes del calibre .38, sinó viceversa.
Es considera que el calibre més petit d'una arma de foc és un cartutx en calibre 2,7 mm desenvolupat pel rellotger austríac Franz Pfannl i disparat des de la pistola autocarregable Kolibri introduïda el 1914. Tanmateix, aquesta munició ja no es fabrica i, igual que l'arma, és una raresa molt buscada. En l'actualitat, els calibres habituals de les pistoles civils van des del .170 (un cartutx de caça) fins al calibre d'escopeta 4 (calibre del canó d'uns 26,7 mm) per a la caça d'elefants.
Les pistoles militars de magranes o llançagranades de mà tenen calibres de fins a 40 mm. Els calibres de les metralladores i canons van des de 5,56 mm per a les metralladores fins a 914 mm per als morters pesants, però només es van construir en quantitats molt reduïdes o com a prototips. Els majors canons navals fins a la data de 460 mm van ser instal·lats als cuirassats japonesos Yamato i Musashi; els majors canons terrestres fins a la data de 800 mm van ser els canons ferroviaris alemanys Dora i Gustav. Un canó experimental de calibre 914 mm va ser Little David.
El diàmetre dels projectils dels coets llançats des dels penjadors o plataformes de llançament no sol denominar-se calibre.

### Longitud del calibre
En el cas de les armes de canó com els canons dels carros de combat o l'artilleria, la longitud del calibre descriu la longitud del canó en relació amb el calibre. Així doncs, un canó de 55 calibres i un calibre de 120 mm té una longitud de 55 x 120 mm = 6600 mm. La longitud del calibre se sol representar amb un prefix "L/", així a l'exemple L/55.

## Mètrica i costum dels EUA
La taula següent enumera alguns dels calibres d'ús comú en què tant les unitats mètriques com les habituals dels EUA s'usen com a equivalents. A causa de les variacions en les convencions de noms i els capricis dels fabricants de cartutxos, els diàmetres de les bales poden variar molt del diàmetre implícit al nom. Per exemple, es produeix una diferència de 0,045 mm (1,15 mm) entre el més petit i el més gran dels diversos cartutxos designats com a "calibre .38". 
| Calibre | Calibre mètric | Diàmetre típic de bala | Cartutxos comuns | Notes |
| ------- | -------------- | ---------------------- | --- | --- |
| 172     | 4 mm           | 0.172 in               | 17 HMR, 17 Hornet, 17 Ackley Hornet, 17 Winchester Super Magnum, 17-32 Magnum, 17 VHA, 17 Remington, 17/222, 17 Mach III-IV, 17 Ackley Improved Bee, 17-357 RG, 17 Remington Fireball, 17 Incinerator, 4.39×39R mm SPS | |
| 20, 204 | 5 mm           | 0.204 in               | 204 Ruger, 5mm Remington Rimfire Magnum | |
| 221     | 5.45 mm        | 0.221 in               | Família russa 5,45 × 39 mm | Militar rus estàndard |
| 223     | 5.56 mm        | 0.223 in               | 22 Long Rifle , .223 Remington, 5.56 NATO, 297/230 Morris Extra Long, 22 Hornet, 22 Rem Automatic, 5.66 x39 MPS, 22 Rem Jet | |
| 224     | 5.7 mm         | 0.224 in               | 218 Bee, 219 Zipper, 22 Hornet-K, 220 Swift, 222 Remington, 222 Remington Magnum, 223 Remington, 5.56×45 mm NATO, 5.7×28 mm, .22 TCM, 5.8 × 42 Chinese, 224 Weatherby Magnum, 225 Winchester, 223 Winchester Super Short Magnum (Obsolete) 223 Ackley Improved, 219 Donaldson Wasp, 221 Remington Fireball, 22-250 Remington i molts més | |
| 243     | 6 mm           | 0.243 in               | 243 Winchester, 244 Remington, 6 mm Remington, 6 mm Whisper, 6 mm PPC, 6 mm Bench Rest Remington, 6 × 45 mm, 6 × 47 mm, 6 mm Cheetah, 240 Weatherby, 6 × 62 Freres, 6 mm Norma BR, 6 X C Tubb, 6 mm JDJ, 6 mm SAW, 6-250 Walker, 6.17 Spitfire, 6.17 Flash, 6 mm Lee Navy, i més, | |
| 25      | 6.35 mm        | 0.257 in, 6.35 mm      | 25 ACP (0.251"), 250/3000 Savage, 257 Roberts, 25-06 (0.257"), | també conegut com .25 Auto i 6.35mm Browning |
| 26      | 6.5 mm         | 0.264 in, 6.7 mm       | 6.5 × 55 mm Swedish, 260 Remington, 26 Nosler, 6.5 mm Creedmoor, 6.5×47 mm Lapua, 6.5 mm Grendel | cartutxos comunament coneguts com a '6.5 mm' |
| 27      | 6.8 mm         | 0.277 in, 7.035 mm     | 270 Winchester, 6.8 SPC | |
| 284     | 7 mm           | 0.284 in, 7.213 mm     | 280 Remington, 7 mm-08 Remington, 7 mm Weatherby Magnum, 7 mm Remington Magnum, 7 × 57 mm Mauser, 7 × 64 mm | comunament anomenat '7 mm' |
| 308     | 7.62 mm        | 0.308 in, 7.82 mm      | 30 Luger (7.65 × 21 mm Luger), .30-30 Winchester, 30 Herrett, 300 Whisper, 30-378 Weatherby, 7.63 Mannlicher–Schoenauer, 7.63 Mauser, 30 USA Rimless, 308 Corbon, .3-9 Savage, 30 Kurz, 300 BLK (7.62 × 35 mm), 7.5mm Schmidt–Rubin, 300 Winchester Magnum, 30 Carbine, 309 JDJ, .30-03 Springfield, .30-06 Springfield, .30-06 JDJ, .307 GNR, 308 Winchester (7.62 × 51 mm NATO), 300 Weatherby Magnum, 30 Army (30-40 Krag), 7.82 mm Lazzeroni, i dotzenes més | |
| 311     | 7.9 mm         | 0.311 in, 7.92 mm      | 303 British, 7.62 × 39 mm Soviet, 7.62 × 54 mmR, 7.62 × 25 mm, 7.7 × 58 mm | 7.62×54mmR és en realitat 7.92 mm (Mosin, SVD, PKM, etc.) El mateix s'aplica a 7.62×39mm (AK-47, AKM, etc.)                                                      |
| 312     | 7.94 mm        | 0.312 in, 7.94 mm      | 32 ACP | També conegut com a 7.65 × 17 mm Browning |
| 323     | 8 mm           | 0.323 in, 8.20 mm      | 8×57 mm IS, 325 WSM, 8 mm Remington Magnum, 8 mm plastic (airsoft) BBs | cartutxos de fusell calibre .32 |
| 327     | 8 mm           | 0.327 in, 8.30 mm      | 8_mm_Lebel | 8x51 mm R (ex 8x50 mm R) |
| 338     | 8.6 mm         | 0.338 in               | 338 Lapua Magnum, 338 Norma Magnum, 338 Winchester Magnum, 338-378 Weatherby Magnum | C14 Timberwolf (forces canadenques) |
| 355     | 9 mm           | 0.355 in               | 9 mm Luger (aka 9×19 mm Parabellum, aka 9 mm NATO), 9 mm Ultra, 9 mm Bayard Long, 9 mm Browning Long, 9 mm Mauser, 9 mm Winchester Magnum, 9 mm Glisenti, 9 × 21 mm, 9 × 23 mm Winchester, 9 mm Mi-Bullet, 9 mm Steyr, .356 Team Smith & Wesson, 9 mm Federal, 9 mm × 25 mm Dillon, 9mm Action Express, 357 SIG. | |
| 356     | 9 mm           | 0.356 in               | .380 ACP (9mm Short), 9×56mm Mannlicher–Schoenauer, 9mm × 57mm Mauser | |
| 357     | 9 mm           | 0.357 in               | 38 Super, 38 Special, .38 S&W, 357 Magnum, 35 Remington | Els cartutxos de pistola coneguts com a "38" són calibre .357. Generalment .357 per a revòlvers i rifles, .355 en carregadors automàtics                         |
| 363     | 9 mm           | 0.363 in               | 9 × 18 mm Makarov | |
| 365     | 9.3 mm         | 0.365 in               | 9.3 × 62 mm, 9.3 × 64 mm Brenneke, 9.3 × 72 mmR, 9.3 × 74 mmR | |
| 375     | 9.5 mm         | 0.375 in, 9.53 mm      | 375 H&H Magnum, 9.5 × 57 mm Mannlicher–Schönauer (375 Rimless Nitro Express (RNE) × 2¼) | |
| 40      | 10 mm          | 0.400 in               | 40 S&W, 10 mm Auto | |
| 44      | 10.9 mm        | 0.429 in               | 444 Marlin, 4 S&W Russian, 44 S&W Special, 44 Remington Magnum, 44 Auto Mag, 440 Cor-Bon, 44/454 JDJ Woodswalker | |
| 45      | 11.43 mm       | 0.451–0.454 in         | 45 ACP, 45 GAP, 454 Casull, 45 Long Colt, 455 Webley, 45 Schofield, 460 S&W Magnum | El diàmetre de la bala depèn del tipus/material de la bala. En general, 0,451 polzades per bala amb camisa de metall complet i 0,454 polzades per bales de plom. |
| 50      | 12.7 mm        | 0.510 in, 12.95 mm     | 50 BMG, 50 Action Express, 12.7×108mm, 500 S&W Magnum, 50 Beowulf | M2 Browning machine gun i altres metralladores pesades, rifles de llarg abast tipificats per productes Barrett i rifles Desert Eagle.                            |

## Escopetes
Les escopetes es classifiquen segons el calibre, una expressió relacionada. El calibre d'una escopeta fa referència a quantes esferes de plom, cadascuna amb un diàmetre igual al del canó, sumen una lliura (aproximadament 454 grams) de pes. En el cas d'una escopeta de calibre 12, caldrien 12 esferes de la mida de l'ànima de l'escopeta per igualar una lliura. Un calibre numèricament més gran indica un canó més petit: una escopeta de calibre 20 requereix més esferes per igualar una lliura; per tant, el seu canó és més petit que el calibre 12. Aquesta mètrica s'usa a Rússia com a "número de calibre": per exemple, "escopeta del calibre 12". El calibre 16 es coneix com a "senyorial" (rus: барский). Si bé els orificis de les escopetes es poden expressar en calibres (l'escopeta de calibre .410 és, de fet, una mesura de calibre de calibre .41 [10,4 mm]), a diferència dels rifles, el diàmetre real de l'ànima d'una escopeta d'ànima llisa varia significativament al llarg del canó a causa de diversos estranguladors (i de vegades a la perforació del darrere).
Al Regne Unit, "calibre" s'anomena "bore" i als Estats Units "calibre" s'anomena "gauge", per exemple una "escopeta de calibre" té un calibre que pot acomodar una esfera de plom que pesa 1/12 de lliura.

## Calibre com a mesura de longitud
La longitud dels canons d'artilleria (de la boca a la recambra) sovint s'ha descrit en termes de múltiples del diàmetre de l'ànima, per exemple una arma de 4 polzades de 50 calibres (escrit 4" L/50 o 4"/ 50) tindria un canó de 4 in × 50 = 200 in de llarg. Una arma de 16 polzades de 50 calibres (16" L/50) té una longitud de canó de 50 × 16 = 800 polzades (66 peus 8 polzades).
Els canons navals de 14 i 16 polzades eren comuns a la Segona Guerra Mundial. La Royal Navy britànica va insistir en armes de calibre 50 als vaixells, ja que permetria projectils de 860 a 1.220 kg per viatjar a una velocitat inicial de fins a 2.897 km/h a una distància de 42 km.